# Portugiesische Fußballnationalmannschaft/Weltmeisterschaften
Der Artikel beinhaltet eine ausführliche Darstellung der portugiesischen Fußballnationalmannschaft bei Fußball-Weltmeisterschaften. Die Portugiesen konnten sich achtmal für eine Weltmeisterschaft qualifizieren. Die beste Platzierung war der dritte Platz bei der ersten Teilnahme 1966.

## Übersicht
| Jahr | Gastgeberland      | Teilnahme bis …          | letzte(r) Gegner        | Ergebnis | Trainer             | Bemerkungen und Besonderheiten |
| ---- | ------------------ | ------------------------ | ----------------------- | -------- | ------------------- | --- |
| 1930 | Uruguay            | nicht teilgenommen       | –                       | –        |                     | |
| 1934 | Königreich Italien | nicht qualifiziert       | –                       | –        |                     | in der Qualifikation an Spanien gescheitert |
| 1938 | Frankreich         | nicht qualifiziert       | –                       | –        |                     | in der Qualifikation an der Schweiz gescheitert |
| 1950 | Brasilien          | auf Teilnahme verzichtet | –                       | –        |                     | in der Qualifikation an Spanien gescheitert. Der später angebotene Platz als Ersatz für die zurückgezogene Türkei wurde nicht angenommen. |
| 1954 | Schweiz            | nicht qualifiziert       | –                       | –        |                     | in der Qualifikation an Österreich gescheitert |
| 1958 | Schweden           | nicht qualifiziert       | –                       | –        |                     | in der Qualifikation an Nordirland gescheitert |
| 1962 | Chile              | nicht qualifiziert       | –                       | –        |                     | in der Qualifikation an England gescheitert |
| 1966 | England            | Spiel um Platz 3         | UdSSR                   | 3.       | Otto Glória         | Niederlage im Halbfinale gegen England; Eusébio Torschützenkönig |
| 1970 | Mexiko             | nicht qualifiziert       | –                       | –        |                     | in der Qualifikation an Rumänien gescheitert |
| 1974 | BR Deutschland     | nicht qualifiziert       | –                       | –        |                     | in der Qualifikation an Bulgarien gescheitert |
| 1978 | Argentinien        | nicht qualifiziert       | –                       | –        |                     | in der Qualifikation an Polen gescheitert |
| 1982 | Spanien            | nicht qualifiziert       | –                       | –        |                     | in der Qualifikation an Schottland und Nordirland gescheitert |
| 1986 | Mexiko             | Vorrunde                 | England, Polen, Marokko | 17.      | José Augusto Torres | |
| 1990 | Italien            | nicht qualifiziert       | –                       | –        |                     | in der Qualifikation an Belgien und der ČSSR gescheitert |
| 1994 | USA                | nicht qualifiziert       | –                       | –        |                     | in der Qualifikation an Italien und der Schweiz gescheitert |
| 1998 | Frankreich         | nicht qualifiziert       | –                       | –        |                     | in der Qualifikation an Deutschland und der Ukraine gescheitert |
| 2002 | Südkorea Japan     | Vorrunde                 | USA, Polen, Südkorea    | 21.      | António Oliveira    | |
| 2006 | Deutschland        | Spiel um Platz 3         | Deutschland             | 4.       | Luiz Felipe Scolari | Niederlage im Halbfinale gegen Frankreich |
| 2010 | Südafrika          | Achtelfinale             | Spanien                 | 11.      | Carlos Queiroz      | Niederlage gegen den späteren Weltmeister |
| 2014 | Brasilien          | Vorrunde                 | Deutschland, USA, Ghana | 18.      | Paulo Bento         | |
| 2018 | Russland           | Achtelfinale             | Uruguay                 | 13.      | Fernando Santos     | In der Qualifikation waren die Schweiz, Ungarn, die Färöer, Lettland und Andorra die Gegner |
| 2022 | Katar              | Viertelfinale            | Marokko                 | 8.       | Fernando Santos     | In der Qualifikation waren Serbien, Irland, Luxemburg und Aserbaidschan die Gegner. Als Gruppenzweite hinter Serbien qualifizierten sich die Portugiesen in den Play-offs durch Siege gegen die Türkei und Nordmazedonien. In der Gruppe wurden sie Gruppenerster vor Südkorea, Uruguay und Ghana. Im Achtelfinale besiegten sie die Schweiz mit 6:1. Im Viertelfinale schieden sie mit 0:1 gegen Marokko aus. |

Statistik (Angaben inkl. 2022: 22 Weltmeisterschaften; Prozentangaben sind gerundet)

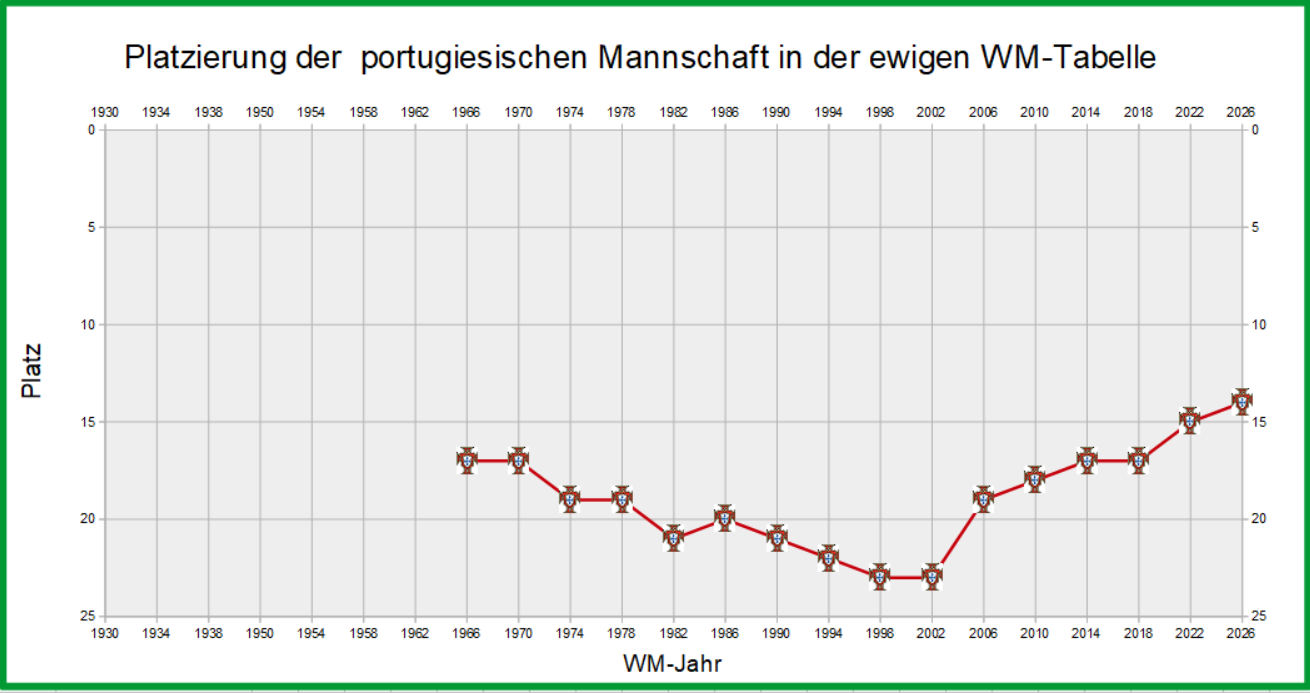
Platzierung der portugiesischen Mannschaft in der ewigen WM-Tabelle

- Teilnahmeverzicht: 2× (9 %; 1930, 1950)
- Nicht qualifiziert: 12× (55 %; 1934, 1938, 1954, 1958, 1962, 1970, 1974, 1978, 1982, 1990, 1994 und 1998)
- Sportliche Qualifikation: 8× (36 % bzw. bei 40 % der Versuche)
  - Vorrunde: 3× (14 %; 1986, 2002 und 2014)
  - Achtelfinale: 2× (9 %; 2010, 2018)
  - Viertelfinale: 1× (5 %, 2022)
  - Spiel um Platz 3: 2× (9 %, 1966 und 2010)
    - Vierter: 1× (5 %, 2010)
    - Dritter: 1× (5 %; 1966)

## WM-Turniere

### 1930 in Uruguay
Wie die meisten europäischen Mannschaften nahm auch die portugiesische nicht an der ersten WM teil.

### 1934 in Italien
Für die erste WM in Europa musste sich Portugal durch zwei Spiele gegen den Nachbarn Spanien qualifizieren und verlor beide Spiele (0:9 und 1:2).

### 1938 in Frankreich
Für die erste WM in Frankreich musste sich Portugal gegen die Schweiz qualifizieren. Beide einigten sich auf ein Spiel auf neutralem Platz, das die Schweiz in Mailand mit 2:1 gewann.

### 1950 in Brasilien
Für die erste WM in Brasilien musste Portugal in der Qualifikation wieder gegen Spanien antreten und verlor in Madrid mit 1:5. Im Rückspiel in Lissabon wurde nur ein 2:2 erreicht, womit Portugal ausgeschieden war. Als die qualifizierte türkische Mannschaft auf ihr Startrecht verzichtete, wurde der freie Platz den Portugiesen angeboten, aber sie verzichteten auf die Teilnahme.

### 1954 in der Schweiz
In der Qualifikation für die WM in der Schweiz traf Portugal auf Österreich und verlor das erste Spiel in Wien mit 1:9. Nach einem torlosen Remis in Lissabon war Portugal ausgeschieden.

### 1958 in Schweden
Für die Fußball-Weltmeisterschaft 1958 konnte sich Portugal wieder nicht qualifizieren und musste Nordirland den Vortritt lassen. Immerhin wurde gegen Italien das erste Qualifikationsspiel gewonnen, aber am Ende war auch Italien, das nur bei dieser WM die Teilnahme verpasste, noch vor Portugal platziert.

### 1962 in Chile
Für die Fußball-Weltmeisterschaft 1962 konnte sich Portugal wieder nicht qualifizieren. Diesmal war England zu stark und selbst in Luxemburg wurde verloren. Dabei hatte mit Benfica Lissabon 1961 erstmals eine portugiesische Mannschaft den Europapokal der Landesmeister gewonnen und den Erfolg 1962 bestätigt, so dass berechtigte Hoffnungen auf die Qualifikation bestanden.

### 1966 in England

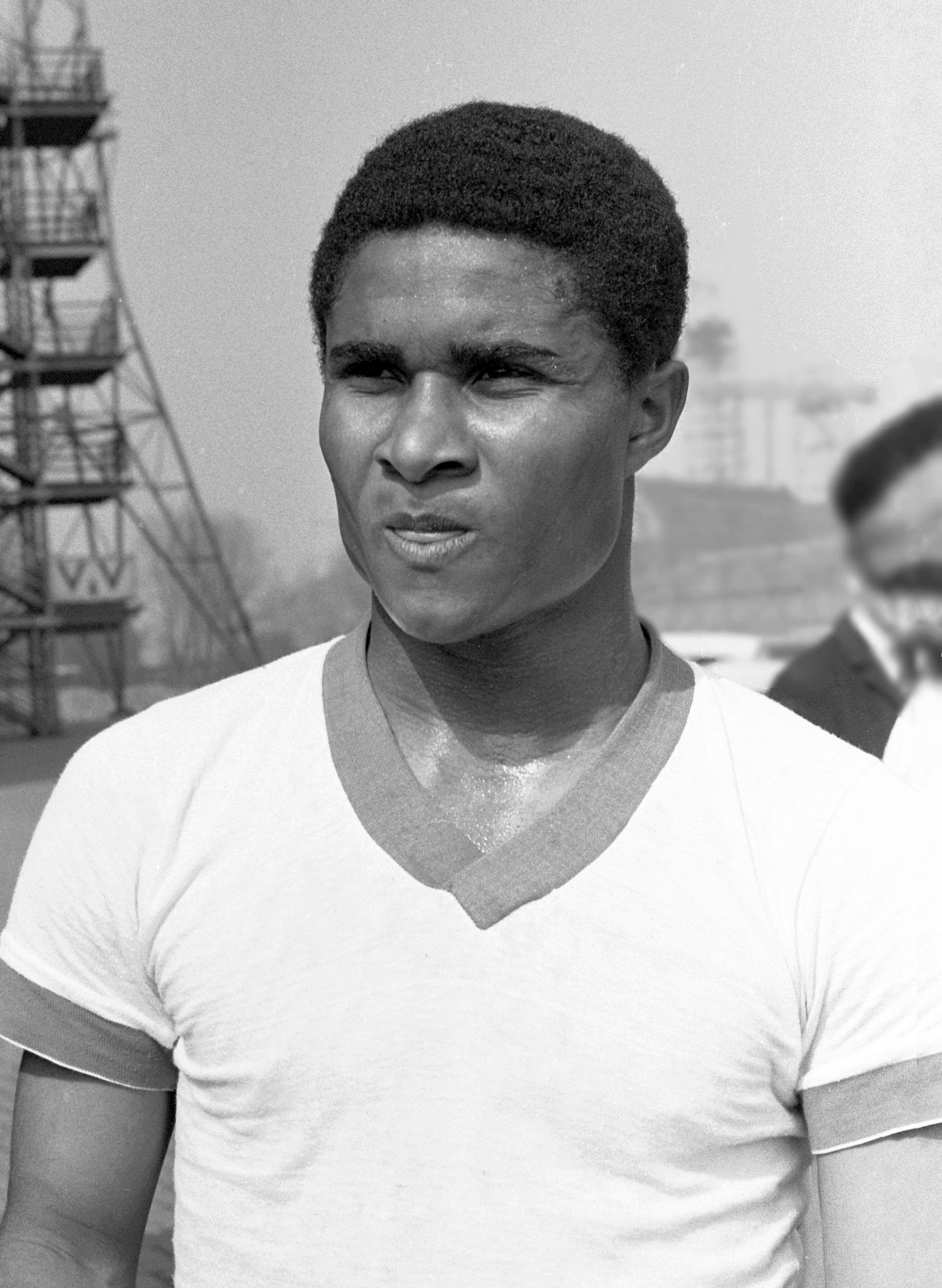
Eusébio – WM-Torschützenkönig 1966

Für die WM in England musste sich Portugal in einer Gruppe mit Vizeweltmeister Tschechoslowakei, Rumänien und der Türkei qualifizieren. Dies gelang souverän. Nur das letzte Spiel in Rumänien wurde verloren, als die Qualifikation bereits feststand.
In England wurde Portugal zur Überraschungsmannschaft. Sie gewann ihr erstes WM-Spiel gegen Ungarn mit 3:1, wobei José Augusto bereits in der ersten Minute das 1:0 gelang und er nach dem zwischenzeitlichen 1:1 die Portugiesen erneut in Führung brachte. Auch gegen Bulgarien wurde im nächsten Spiel mit 3:0 gewonnen, wobei der spätere Torschützenkönig Eusébio mit dem Tor zum 2:0 sein erstes von neun WM-Toren erzielte. Dann traf die Mannschaft auf Titelverteidiger Brasilien und in einem harten Spiel, in dem Pelé von João Morais mehrmals brutal gefoult wurden, wodurch er nur noch bedingt am Spiel teilnehmen konnte, setzte sich Portugal mit 3:1 durch und erreichte das Viertelfinale. Hier war Nordkorea, die zweite Überraschungsmannschaft des Turniers der Gegner, die überraschend Italien ausgeschaltet hatte. Die Nordkoreaner, die in drei Gruppenspielen nur zwei Tore erzielt hatten, gingen bereits in der 1. Minute mit 1:0 in Führung und erhöhten bis zur 24. Minute auf 3:0. Aber drei Minuten später verkürzte Eusébio auf 1:3 und zwei Minuten vor der Pause durch einen Elfmeter auf 2:3. Nach der Pause gelangen ihm zwei weitere Tore, eins davon wieder per Elfmeter und durch das von José Augusto erzielte 5:3 war Portugal für das Halbfinale qualifiziert. Hier trafen die Portugiesen auf Gastgeber England und verloren mit 1:2. Im kleinen Finale gegen die UdSSR wurde dann mit einem 2:1-Sieg der dritte Platz erreicht und mit Eusébio der Torschützenkönig gestellt. Damit verabschiedete sich Portugal aber wieder für 20 Jahre von der WM-Bühne.

### 1970 in Mexiko
Vier Jahre später konnte sich Portugal erneut nicht qualifizieren. In einer Gruppe mit Rumänien, Griechenland und der Schweiz wurde nur der letzte Platz belegt. Dabei hatte die Qualifikation mit einem 3:0 gegen Rumänien gut begonnen, aber dann wurde in Griechenland und daheim gegen die Schweiz verloren und nur noch zwei Punkte gegen Griechenland und die Schweiz geholt.

### 1974 in der Bundesrepublik Deutschland
Die Qualifikation zur ersten WM in Deutschland verlief zwar besser, immerhin wurde in einer Gruppe mit Bulgarien, Nordirland und Zypern der zweite Platz erreicht, dieser langte aber nicht zur Qualifikation. Entscheidend dabei war, dass Portugal in den Heimspielen gegen die Bulgaren und Nordiren nur remis spielte, während die Bulgaren alle Heimspiele gewannen und sich damit qualifizierten. In Deutschland konnte Bulgarien aber keine große Rolle spielen.

### 1978 in Argentinien
Die Qualifikation zur WM in Argentinien schloss Portugal wieder nur als Gruppenzweiter ab und musste Polen, dem WM-Dritten von 1974, den Vortritt lassen, gegen das Portugal gleich das erste Heimspiel mit 0:2 verloren hatte. Zwar wurden danach alle Spiele gegen die anderen Gruppengegner Dänemark und Zypern gewonnen, aber in Polen nur ein 1:1 erreicht.

### 1982 in Spanien
Zwar war durch die Aufstockung des Teilnehmerfeldes auf 24 Mannschaften für die WM in Spanien, wodurch sich 13 europäische Mannschaften qualifizieren konnten, die Qualifikation anscheinend leichter, aber Portugal erreichte nur Platz 4 in seiner Gruppe. Schottland und Nordirland konnten sich qualifizieren und auch Schweden lag noch vor Portugal. Lediglich Israel war noch schwächer. Dabei hatte die Qualifikation gut begonnen mit einem 0:0 in Schottland und Siegen gegen Nordirland und Israel. Aber danach wurden alle Spiele verloren. Nur das letzte Spiel gegen Schottland, als bereits alles entschieden war, wurde noch gewonnen. So verpasste Portugal die WM im Nachbarland.

### 1986 in Mexiko
20 Jahre nach der ersten WM-Teilnahme konnte sich Portugal dann wieder qualifizieren. Zusammen mit der deutschen Mannschaft, der Portugal die erste WM-Qualifikationsniederlage beibrachte, gelang als Gruppenzweiter die Qualifikation. Schweden und die Tschechoslowakei wurden knapp abgehängt, Malta war nur Punktelieferant, konnte den Tschechoslowaken aber einen Punkt abnehmen, der denen dann am Ende auch fehlte.
In Mexiko gewann Portugal das Auftaktspiel gegen Ex-Weltmeister England mit 1:0, verlor dann aber gegen Polen mit 0:1. Im letzten Spiel gegen Marokko, die zuvor zweimal 0:0 gespielt hatte, hätte den Portugiesen ein Remis zum Einzug ins Achtelfinale gereicht, aber überraschend wurde mit 1:3 verloren. Für Marokko war dies der erste Sieg bei einer WM überhaupt. Portugal verabschiedete sich als Gruppenletzter für 16 Jahre wieder von der WM-Bühne.

### 1990 in Italien
Für die zweite WM in Italien musste sich Portugal in einer Gruppe mit Belgien, der ČSSR, der Schweiz und Luxemburg qualifizieren, erreichte aber nur Platz 3 mit zwei Punkten Rückstand auf Belgien und die ČSSR.

### 1994 in den Vereinigten Staaten
Die Qualifikation für die WM in den USA musste Portugal gegen Italien, die Schweiz, Schottland, Malta und Estland bestreiten und hatte bis zum letzten Spieltag gute Chancen. Das letzte Spiel in Italien wurde aber mit 0:1 verloren, so dass Portugal als Dritter trotz der wenigsten Gegentore die Teilnahme verpasste.

### 1998 in Frankreich
Für die Qualifikation zur zweiten WM in Frankreich wurde Portugal in eine Gruppe mit Europameister Deutschland, der Ukraine, Armenien, Nordirland und Albanien gelost. Für die Portugiesen begann die Qualifikation schlecht: Mit einem 0:0 in Armenien und einer 1:2-Niederlage in der Ukraine. Danach wurde zwar kein Spiel mehr verloren, aber am Ende fehlte ein Punkt, um die Relegationsspiele der Gruppenzweiten zu erreichen.

### 2002 in Japan und Südkorea
Zur Qualifikation zur Fußball-Weltmeisterschaft 2002 in Japan und Südkorea traten die Portugiesen, die zwei Jahre zuvor das Halbfinale der EM erreicht hatten, in einer Gruppe gegen Irland, die Niederlande, Estland, Zypern und Andorra an und qualifizierten sich als Gruppenerster punktgleich mit Irland, das sich in den interkontinentalen Playoffs gegen den Iran ebenfalls qualifizieren konnte.
In Südkorea wurde die Mannschaft in eine als relativ einfach angesehene Gruppe mit Co-Gastgeber Südkorea, das zuvor noch nie die Gruppenphase überstanden hatte, den USA und Polen gelost und galt als Gruppenfavorit. Aber bereits das erste Spiel gegen die USA wurde mit 2:3 verloren. Danach wurde zwar Polen mit 4:0 bezwungen, aber das letzte Gruppenspiel gegen den Co-Gastgeber dann mit 0:1 verloren, wobei zwei Portugiesen vom Platz gestellt wurden.

### 2006 in Deutschland
Auch für die WM 2006 in Deutschland konnte sich Portugal qualifizieren. In einer Siebenergruppe mit der Slowakei, Russland, Estland, Lettland, Liechtenstein und Luxemburg setzte sich Portugal souverän mit sieben Punkten Vorsprung durch. Dabei wurde kein Spiel verloren und insbesondere beim 7:1 gegen Russland beeindruckt. Lediglich das 2:2 in Liechtenstein fiel etwas dem Rahmen.
In Deutschland traf Portugal im Auftaktspiel auf die ehemalige Kolonie Angola, die sich erstmals qualifizieren konnte. Mit 1:0 fiel der Sieg allerdings sehr knapp aus. Mit einem 2:0 gegen den Iran wurde der Achtelfinaleinzug perfekt gemacht. Im anschließenden Spiel gegen Mexiko wurde dann mit einem 2:1 der Gruppensieg erreicht. Im Achtelfinale trafen die Portugiesen auf die Niederländer, die sie zwei Jahre zuvor bei der EM im eigenen Land im Halbfinale besiegt hatten. In einem der härtesten Spiele der WM-Geschichte mit zwölf Gelben und vier Gelb-Roten Karten gewann Portugal mit 1:0. Im Viertelfinale gegen England profitierte Portugal dann von der englischen Schwäche im Elfmeterschießen und erreichte zum zweiten Mal das Halbfinale. Hier war Ex-Weltmeister Frankreich der Gegner und gewann mit 1:0. Im kleinen Finale traf die Mannschaft dann auf Gastgeber Deutschland und musste sich der Ein-Mann-Show von Bastian Schweinsteiger ergeben. Der vierte Platz ist aber die beste Platzierung seit der ersten Teilnahme 40 Jahre zuvor. Nach der WM beendeten Rekordnationalspieler Luís Figo und Rekordtorschütze Pauleta ihre Nationalmannschafts-Karriere.

### 2010 in Südafrika

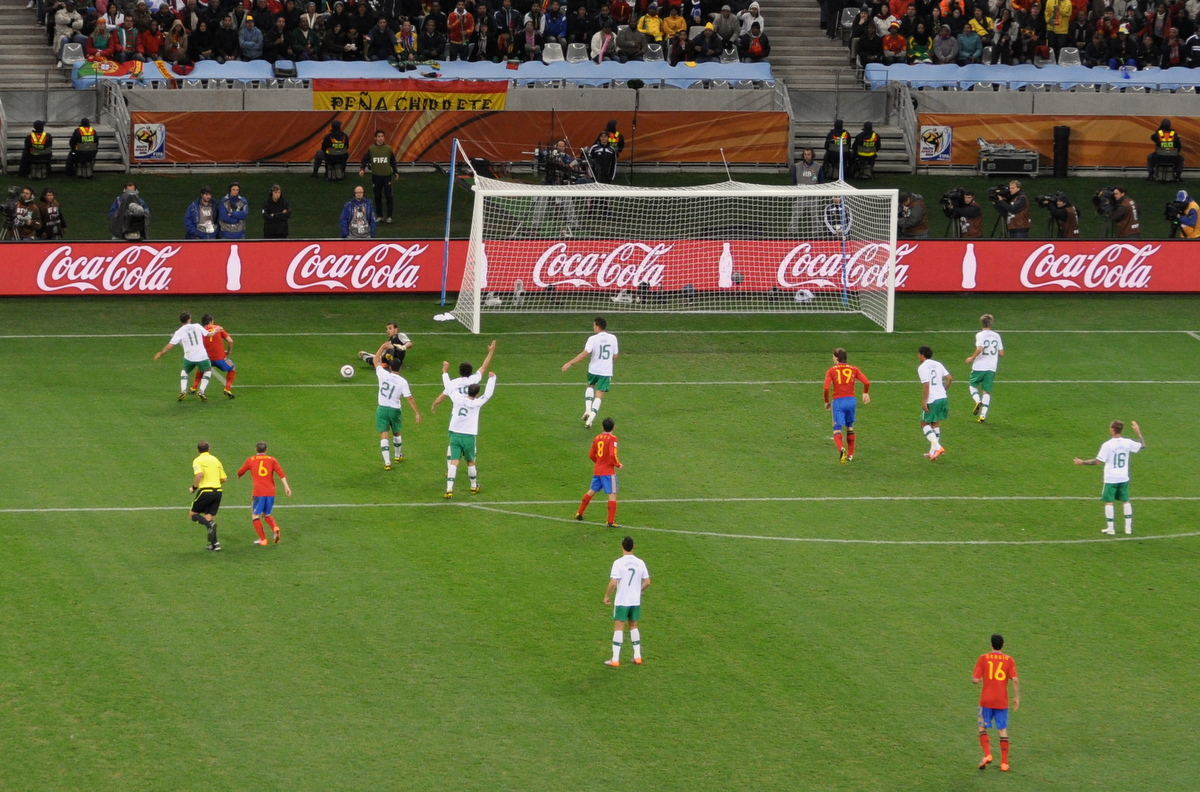
Szene aus dem Achtelfinale gegen Spanien

Die Qualifikation zur Fußball-Weltmeisterschaft 2010 in Südafrika schaffte Portugal hingegen erst über zwei 1:0-Siege in den Play-off-Begegnungen der Gruppenzweiten gegen Bosnien und Herzegowina. Zuvor wurde in einer Sechser-Gruppe hinter Dänemark nur der zweite Platz belegt. Schweden, Ungarn, Albanien und Malta wurden auf die Plätze verwiesen. Die einzige Niederlage gab es im Heimspiel gegen Dänemark, das 2:3 verloren wurde.
In Südafrika wurde die Mannschaft in eine sogenannte Todesgruppe mit Brasilien, der Elfenbeinküste und Nordkorea gelost. Im ersten Spiel gegen die Ivorer gab es nur ein 0:0, gegen Nordkorea gelang dann mit dem 7:0 der höchste WM-Sieg der Portugiesen. Durch ein weiteres torloses Remis gegen Rekordweltmeister Brasilien zog Portugal als Gruppenzweiter ins Achtelfinale. In diesem traf die Mannschaft auf Europameister Spanien und verlor mit 0:1, so dass die WM damit für Portugal beendet war.
Trainer Carlos Queiroz wurde wegen Behinderung und Beschimpfungen von Kontrolleuren während der Dopingkontrollen im Trainingslager vor der Weltmeisterschaft zunächst von der Anti-Doping-Agentur für sechs Monate gesperrt. Der portugiesische Fußballverband FPF zog hieraus Konsequenzen und entließ den Trainer am 9. September 2010 aus seinen Pflichten.

### 2014 in Brasilien
Auch für die Qualifikation zur zweiten WM in Brasilien musste Portugal den Weg über die Play-off-Begegnungen der Gruppenzweiten gehen. In der Gruppenphase war Russland stärker und lediglich Israel, Aserbaidschan, Nordirland und Luxemburg schwächer. Verspielt wurde die direkte Qualifikation durch ein 1:1 im vorletzten Spiel gegen Israel. In den Playoff-Spielen war Schweden der Gegner und Cristiano Ronaldo entschied die Spiele quasi im Alleingang. Im Hinspiel in Lissabon erzielte er den einzigen Treffer zum 1:0-Sieg. Beim Rückspiel in Solna gelangen ihm drei Treffer zum 3:2-Sieg, womit Portugal qualifiziert war.
In Brasilien traf die Mannschaft im ersten Spiel auf den späteren Weltmeister Deutschland und verlor mit 0:4. Auch im zweiten Spiel gegen die USA lag die Mannschaft bis zur Nachspielzeit mit 1:2 zurück, konnte dann aber noch ausgleichen. Das abschließende 2:1 gegen Ghana reichte nicht, da durch die erste hohe Niederlage die Portugiesen die schlechtere Tordifferenz gegenüber den US-Amerikanern aufwiesen. So schied Portugal als Gruppendritter aus. Immerhin konnte Cristiano Ronaldo im Spiel gegen Ghana sein 50. Länderspieltor erzielen. Nachdem Portugal in der folgenden EM-Qualifikation das erste Spiel gegen Albanien verloren hatte, trat Paulo Bento, der schon nach dem Aus in der WM-Vorrunde in die Kritik geraten war, als Nationaltrainer zurück. Sein Nachfolger wurde der vorherige griechische Nationaltrainer Fernando Santos.

### 2018 in Russland
In der Qualifikation, die im September 2016 begann trafen die Portugiesen als aktueller Europameister auf die Schweiz, Ungarn, die Färöer, Lettland und Andorra. Die Portugiesen starteten mit einer 0:2-Niederlage gegen die Schweiz, gewannen dann aber alle weiteren Spiele, so dass sie vor dem letzten Spiel auf dem zweiten Platz lagen. In diesem trafen sie zum Rückspiel auf die Schweiz, die bis dahin alle Spiele gewonnen hatte. Durch einen 2:0-Sieg verwiesen sie die Schweizer noch auch den zweiten Platz und qualifizierten sich direkt für die WM-Endrunde Mit 15 Toren war Cristiano Ronaldo zweitbester Torschütze der europäischen Qualifikation.
In Russland begann Portugal mit einem 3:3 gegen den Nachbarn Spanien, wobei Ronaldo alle drei Tore für seine Mannschaft erzielte. Gegen Marokko erzielte er bereits in der vierten Minute das einzige Tor des Spiels. Gegen den Iran scheiterte er dann mit einem Foulelfmeter am gegnerischen Torhüter. Mit einem 1:1 erreichten die Portugiesen aber als Gruppenzweite das Achtelfinale, in dem sie mit 1:2 gegen Uruguay verloren.

### 2022 in Katar
Bei der Auslosung der Qualifikation wurden die Portugiesen als erste Mannschaft gezogen und kamen so in die Fünfergruppe A. Gegner waren Irland, Serbien, Luxemburg und Aserbaidschan. Gegen Irland wurden von zuvor 13 Spielen sieben gewonnen, zwei endeten remis und vier wurden verloren. In der Qualifikation für die WM 2002 endeten beide Spiele 1:1 und beide erreichten die Endrunde. Gegen Serbien gab es zuvor sechs Pflichtspiele, von den drei gewonnen wurden und drei 1:1 endeten und nur die Portugiesen konnten sich jeweils qualifizieren. Gegen Luxemburg wurde nur ein Spiel in der Qualifikation für die WM 1962 verloren und einmal remis in einem Freundschaftsspiel gespielt. Die anderen 15 Spiele wurden gewonnen, darunter neun Qualifikationsspiele. Gegen Aserbaidschan wurde einmal nur 1:1 gespielt, die anderen fünf Pflichtspiele ohne Gegentor gewonnen.
Die Portugiesen starteten im März 2021 mit einem 1:0-Sieg gegen Aserbaidschan, einem 2:2 in Serbien und einem 3:1-Sieg in Luxemburg. Im September wurde die Qualifikation dann mit Siegen gegen Irland (2:1) und in Aserbaidschan (3:0) fortgesetzt und im Oktober Luxemburg mit 5:0 besiegt. Da sie anschließend in Irland nur zu einem torlosen Remis kamen, musste das letzte Spiel gegen die punktgleichen Serben über den Gruppensieg entscheiden, wobei den Portugiesen aufgrund der besseren Tordifferenz ein Remis reichte. Bereits nach zwei Minuten brachte Renato Sanches die Portugiesen in Führung, die bis zur 33. Minute hielt. Das Remis verteidigten sie dann bis zur 90. Minute, mussten dann aber noch das 1:2 hinnehmen, so dass sie in die Play-offs mussten. Hier besiegten sie zunächst die Türkei mit 3:1 und dann Nordmazedonien, das überraschend Europameister Italien ausgeschaltet hatte, mit 2:0.
Bei der Endrunde in Katar trafen sie in der Gruppenphase zunächst auf Ghana und Uruguay. Durch Siege in beiden Spielen erreichten sie vorzeitig das Achtelfinale. Im dritten Gruppenspiel verloren sie gegen Südkorea mit 1:2, das sich damit als Gruppenzweiter auch für das Achtelfinale qualifizierte. Im Achtelfinale wurde die Schweiz mit 6:1 besiegt. Gegner im Viertelfinale war Marokko, das sich im Elfmeterschießen gegen Spanien durchgesetzt hatte. Die Partie endete mit einem knappen 1:0-Sieg der Marokkaner, die damit als erste afrikanische und erste arabische Mannschaft das Halbfinale einer Weltmeisterschaft erreichen konnte. Portugal hingegen schied erstmals in seiner WM-Geschichte im Viertelfinale aus.

### WM 2026 in Kanada, Mexiko und den USA
In der Qualifikation trifft die portugiesische Mannschaft, nachdem sie sich im Viertelfinale der Nations League gegen Dänemark durchsetzen konnte, in einer Vierergruppe ab September 2025 auf Ungarn, Irland und Armenien, gegen die schon mehrmals in Qualifikationen gespielt wurde und die Bilanz positiv ist.

## Spieler

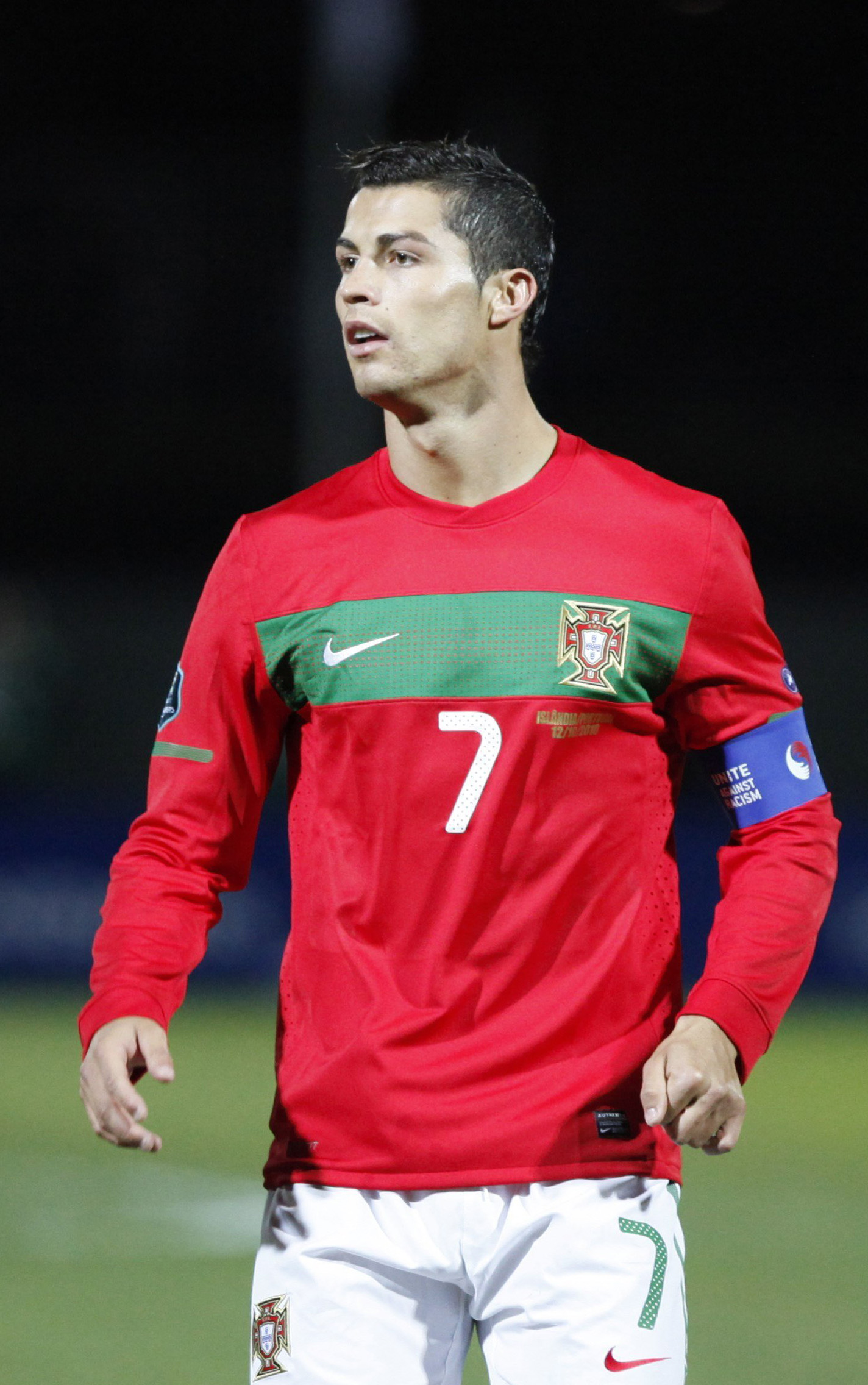
Cristiano Ronaldo, portugiesischer Spieler mit den meisten WM-Spielen

### Rangliste der portugiesischen WM-Spieler mit den meisten Einsätzen
01. Cristiano Ronaldo 22 bei 5 Turnieren
02. Pepe 12 bei 4 Turnieren
03. Simão 11 bei 2 Turnieren
04. Luís Figo, Ricardo Carvalho und William Carvalho je 10 bei 2 bzw. 3 (Carvalho) Turnieren
07. Pauleta, Petit, Bernardo Silva und Tiago je 9 bei 2 Turnieren
11. Raphaël Guerreiro 8 bei 2 Turnieren
12. Bruno Alves, Maniche, Fernando Meira, Miguel und Ricardo je 7 bei 1, 2 (Alves und Miguel) Turnieren

### Rangliste der portugiesischen WM-Spieler mit den meisten Toren
01. Eusébio 9 Tore
02. Cristiano Ronaldo 8 Tore
03. Pauleta 4 Tore
04. José Augusto, Gonçalo Ramos und José Torres je 3 Tore

### WM-Kapitäne
- 1966: Mário Coluna[5]
- 1986: Manuel Bento (1. Spiel), Fernando Gomes
- 2002: Fernando Couto
- 2006: Luís Figo
- 2010, 2014, 2018, 2022: Cristiano Ronaldo
- 2022: Pepe (im Achtel- und Viertelfinale bis zur Einwechslung von Cristiano Ronaldo)

### Bei Weltmeisterschaften gesperrte Spieler
- 2002: Im Spiel gegen Südkorea erhielten Beto die Gelb-Rote Karte und João Pinto die Rote Karte. Die zweite gelbe Karte für Jorge Costa hatte keinen Effekt, da Portugal ausschied. Beto war anschließend für das EM-Eröffnungsspiel gegen Griechenland gesperrt, João Pinto für vier Monate für alle internationalen Wettbewerbe.
- 2006: Im Achtelfinale gegen die Niederlande erhielt Costinha zunächst die zweite gelbe Karte und dann ebenso wie Deco die Gelb-Rote Karte sowie Nuno Valente die zweite gelbe Karte. Da die gelben Karten aus der Vorrunde nicht mehr berücksichtigt wurden, waren dann nur die beiden Spieler für das Viertelfinale gegen England gesperrt, die die Gelb-Rote Karte erhalten hatten. Im Halbfinale diesem erhielt Petit dann die zweite gelbe Karte in der K.-o.-Runde und war für das Halbfinale gegen Frankreich gesperrt. In diesem erhielt auch Ricardo Carvalho die zweite gelbe Karte in der K.-o.-Runde und war für das Spiel um Platz 3 gesperrt.
- 2010: Ricardo Costa erhielt in der 89. Minute des Achtelfinalspiels gegen Spanien die Rote Karte, da Portugal ausschied, hatte diese keine weitere Wirkung für das Turnier. Er wurde aber für das EM-Qualifikationsspiel gegen Zypern gesperrt. Die zweite gelbe Karte für Tiago in diesem Spiel hatte dagegen keinen weiteren Effekt.
- 2014: Im Spiel gegen Deutschland erhielt Pepe die Rote Karte und war für das Spiel gegen die USA gesperrt.

### Anteil der im Ausland spielenden Spieler im WM-Kader
Legionäre spielten bei den ersten beiden Teilnahmen noch keine Rolle im portugiesischen Kader. 2002 stellten sie schon den Kern der Mannschaft und ab 2006 die Mehrheit.
| Jahr (Spiele)         | Anzahl (Länder) | Spieler (Einsätze) |
| --------------------- | --- | --- |
| 1966 (6) und 1986 (3) | 0 | |
| 2002 (3)              | 9 (2 in England, 1 in Frankreich, 4 in Italien, 2 in Spanien)                                                                                 | Jorge Costa (3), Abel Xavier (2); Pauleta (3); Sérgio Conceição (3), Rui Costa (3), Fernando Couto (3), Nuno Gomes (2), Luís Figo (3), Paulo Sousa (0) |
| 2006 (7)              | 15 (1 in Deutschland, 6 in England, 3 in Frankreich, 1 in Italien, 1 in Russland, 3 in Spanien)                                               | Fernando Meira (7); Luís Boa Morte (1), Ricardo Carvalho (6), Paulo Ferreira (3), Maniche (7), Cristiano Ronaldo (6), Nuno Valente (6); Pauleta (6), Hélder Postiga (3), Tiago (5); Luís Figo (7); Costinha (5); Miguel (6), Hugo Viana (2), Deco (4)                                                                                             |
| 2010 (4)              | 13 (1 in Deutschland, 3 in England, 1 in Frankreich, 1 in Griechenland, 1 in Russland, 6 in Spanien)                                          | Hugo Almeida (2); Paulo Ferreira (1), Ricardo Carvalho (4), Deco (1); Ricardo Costa (2); Daniel Fernandes (0); Danny (3); Duda (2), Miguel (1), Pepe (2), Cristiano Ronaldo (4), Simão (4), Tiago (4) |
| 2014 (3)              | 15 (1 in Deutschland, 1 in England, 1 in Frankreich, 1 in Italien, 1 in Russland, 6 in Spanien, 3 in der Türkei, 1 in der Ukraine)            | Vieirinha (1); Nani (3); João Moutinho (3); Hélder Postiga (1); Luís Neto (0); Beto (2), Fábio Coentrão (1), Ricardo Costa (2), Pepe (2), João Pereira (3), Cristiano Ronaldo (3); Hugo Almeida (1), Bruno Alves (3), Raul Meireles (2); Miguel Veloso (3)                                                                                        |
| 2018 (3)              | 17 (1 in China, 1 in Deutschland, 4 in England, 2 in Frankreich, 2 in Italien, 1 in Russland, 1 in Schottland, 2 in Spanien, 3 in der Türkei) | José Fonte (3); Raphaël Guerreiro (3); João Mário (2), Adrien Silva (2), Bernardo Silva (3), Cédric Soares (3); Anthony Lopes, João Moutinho (3); Mário Rui, André Silva (2); Manuel Fernandes; Bruno Alves; Cristiano Ronaldo (3), Gonçalo Guedes (3); Beto, Pepe (3), Ricardo Quaresma (2)                                                      |
| 2022 (5)              | 19 (2 in Deutschland, 10 in England, 3 in Frankreich, 2 in Italien, 2 in Spanien)                                                             | Raphaël Guerreiro (4), André Silva (1); João Cancelo (4), Cristiano Ronaldo (5), Diogo Dalot (3), Rúben Dias (4), Bruno Fernandes (4), Rúben Neves (5), Matheus Nunes (2), João Palhinha (3), José Sá, Bernardo Silva (5); Nuno Mendes (1), Danilo Pereira (1), Vitinha (3); Rafael Leão (5), Rui Patrício; William Carvalho (4), João Félix (4); |

## Spiele
Die Portugiesen bestritten bisher 35 WM-Spiele. Davon wurden 17 gewonnen, 12 verloren und 6 endeten remis. Ein Remis-Spiel musste verlängert werden, da ein Sieger ermittelt werden musste. Das Spiel wurde dann im Elfmeterschießen gewonnen.
Die Portugiesen nahmen nie am Eröffnungsspiel teil und mussten dreimal gegen den Gastgeber antreten, wobei sie immer verloren: 1966 im Halbfinale, 2002 in der Vorrunde und 2006 im Spiel um Platz 3.
Die Portugiesen verloren dreimal (1966, 2010 und 2014) gegen den späteren Weltmeister.
1966 in der Vorrunde gewannen die Portugiesen gegen den Titelverteidiger.
Die Portugiesen trafen zweimal auf WM-Neulinge: 1966 (als man selber Neuling war)/Nordkorea und 2006/Angola.
Am häufigsten traf Portugal bei WM-Turnieren auf England und Marokko, insgesamt dreimal. Portugal ist die einzige Mannschaft, die bei Weltmeisterschaften zweimal auf Nordkorea traf und spielte ebenso wie Brasilien und Italien sowohl gegen Nord- als auch Südkorea.
| Alle WM-Spiele |            |                    |                     |                  |                                                  | |
| Nr.            | Datum      | Gegner             | Ergebnis            | Anlass           | Austragungsort                                   | Bemerkungen |
| 1.             | 13.07.1966 | Ungarn             | 3:1                 | Vorrunde         | Manchester (ENG)                                 | |
| 2.             | 16.07.1966 | Bulgarien          | 3:0                 | Vorrunde         | Manchester (ENG)                                 | |
| 3.             | 19.07.1966 | Brasilien (TV)     | 3:1                 | Vorrunde         | Liverpool (ENG)                                  | Höchster Sieg gegen Brasilien |
| 4.             | 23.07.1966 | Nordkorea          | 5:3                 | Viertelfinale    | Liverpool (ENG)                                  | Erstes Länderspiel gegen Nordkorea |
| 5.             | 26.07.1966 | England            | 1:2                 | Halbfinale       | London (ENG)                                     | |
| 6.             | 28.07.1966 | Sowjetunion        | 2:1                 | Spiel um Platz 3 | London (ENG)                                     | Erstes Länderspiel gegen die Sowjetunion |
| 7.             | 03.06.1986 | England            | 1:0                 | Vorrunde         | Monterrey (MEX)                                  | |
| 8.             | 07.06.1986 | Polen              | 0:1                 | Vorrunde         | Monterrey (MEX)                                  | |
| 9.             | 11.06.1986 | Marokko            | 1:3                 | Vorrunde         | Guadalajara (MEX)                                | Erstes Länderspiel gegen Marokko |
| 10.            | 05.06.2002 | Vereinigte Staaten | 2:3                 | Vorrunde         | Suwon (KOR)                                      | |
| 11.            | 10.06.2002 | Polen              | 4:0                 | Vorrunde         | Jeonju (KOR)                                     | |
| 12.            | 14.06.2002 | Südkorea           | 0:1                 | Vorrunde         | Incheon (KOR)                                    | Erstes Länderspiel gegen Südkorea |
| 13.            | 11.06.2006 | Angola             | 1:0                 | Vorrunde         | Köln (GER)                                       | |
| 14.            | 17.06.2006 | Iran               | 2:0                 | Vorrunde         | Frankfurt (GER)                                  | |
| 15.            | 21.06.2006 | Mexiko             | 2:1                 | Vorrunde         | Gelsenkirchen (GER)                              | |
| 16.            | 25.06.2006 | Niederlande        | 1:0                 | Achtelfinale     | Nürnberg (GER)                                   | Rekordspiel mit vier gelb-roten und acht gelben Karten 450. Länderspiel                                                                          |
| 17.            | 01.07.2006 | England            | 0:0 n. V. 3:1 i. E. | Viertelfinale    | Gelsenkirchen (GER)                              | Ricardo hält drei Elfmeter |
| 18.            | 05.07.2006 | Frankreich         | 0:1                 | WM-Halbfinale    | München (GER)                                    | |
| 19.            | 08.07.2006 | Deutschland        | 1:3                 | Spiel um Platz 3 | Stuttgart (GER)                                  | 127. und letztes Länderspiel von Rekordnationalspieler Luís Figo 88. und letztes Länderspiel von Rekordtorschütze Pauleta (47 Tore für Portugal) |
| 20.            | 15.06.2010 | Elfenbeinküste     | 0:0                 | Vorrunde         | Nelson-Mandela-Bay-Stadion, Port Elizabeth (RSA) | Erstes Länderspiel gegen die Elfenbeinküste 500. Länderspiel                                                                                     |
| 21.            | 21.06.2010 | Nordkorea          | 7:0                 | Vorrunde         | Kapstadt-Stadion, Kapstadt (RSA)                 | Höchste Niederlage Nordkoreas |
| 22.            | 25.06.2010 | Brasilien          | 0:0                 | Vorrunde         | Moses-Mabhida-Stadion, Durban (RSA)              | |
| 23.            | 29.06.2010 | Spanien            | 0:1                 | Achtelfinale     | Kapstadt-Stadion, Kapstadt (RSA)                 | |
| 24.            | 16.06.2014 | Deutschland        | 0:4                 | Vorrunde         | Arena Fonte Nova, Salvador da Bahia (BRA)        | Höchste Niederlage gegen Deutschland |
| 25.            | 22.06.2014 | USA                | 2:2                 | Vorrunde         | Arena da Amazônia, Manaus (BRA)                  | 550. Länderspiel |
| 26.            | 26.06.2014 | Ghana              | 2:1                 | Vorrunde         | Estádio Nacional de Brasília, Brasília (BRA)     | Erstes Länderspiel gegen Ghana, 50. Länderspieltor von Cristiano Ronaldo                                                                         |
| 27.            | 15.06.2018 | Spanien            | 3:3                 | Gruppenspiel     | Sotschi (RUS)                                    | |
| 28.            | 20.06.2018 | Marokko            | 1:0                 | Gruppenspiel     | Moskau (RUS)                                     | |
| 29             | 25.06.2018 | Iran               | 1:1                 | Gruppenspiel     | Saransk (RUS)                                    | |
| 30             | 30.06.2018 | Uruguay            | 1:2                 | Achtelfinale     | Sotschi (RUS)                                    | |
| 31             | 24.11.2022 | Ghana              | 3:2                 | Vorrunde         | Doha (QAT)                                       | |
| 32             | 28.11.2022 | Uruguay            | 2:0                 | Vorrunde         | Lusail (QAT)                                     | |
| 33             | 02.12.2022 | Südkorea           | 1:2                 | Vorrunde         | ar-Rayyan (QAT)                                  | |
| 34             | 06.12.2022 | Schweiz            | 6:1                 | Achtelfinale     | Lusail (QAT)                                     | Höchster Sieg in einem Achtelfinale nach Gruppenphase                                                                                            |
| 35             | 10.12.2022 | Marokko            | 0:1                 | Viertelfinale    | Doha (QAT)                                       | |

### Höchste Siege und Niederlagen
Die portugiesische Mannschaft erzielte ihre höchsten Siege gegen folgende Länder bei WM-Turnieren:
- Brasilien: Vorrunde 1966 3:1 (zudem ein 2:0 in einem Freundschaftsspiel)
- Bulgarien: Vorrunde 1966 3:0
- Ghana: Vorrunde 2014 2:1 und Vorrunde 2022 3:2 (einzige Spiele gegen Ghana)
- Marokko: Vorrunde 2018 1:0 (erster Sieg gegen Marokko)
- Mexiko: Vorrunde 2006 2:1 (zudem ein 1:0 in einem Freundschaftsspiel und ein 2:1 n. V. im Confed-Cup-Halbfinale 2017)
- Nordkorea: Vorrunde 2010 7:0
- Schweiz: Achtelfinale 2022 6:1
- Sowjetunion: Spiel um Platz 3 1966 2:1 (zudem ein 1:0 im Brazil Independence Cup 1972 und in der EM-Qualifikation 1984)

Gegen folgende Länder kassierte die portugiesische Mannschaft ihre höchsten Niederlagen bei WM-Turnieren:
- Deutschland: Vorrunde 2014 0:4
- Marokko: Vorrunde 1986 1:3 (erstes Spiel gegen Marokko)
- Südkorea: Vorrunde 2002 0:1 und Vorrunde 2022 1:2 (einzige Spiele gegen Südkorea)
- Uruguay: Achtelfinale 2018 1:2 (einzige Niederlage gegen Uruguay)
- USA: Vorrunde 2002 2:3 (zudem ein 0:1 in einem Freundschaftsspiel)

## Rekorde

### Mannschaft
- Die meisten Turniertore:
  - 1966: 17 in 6 Spielen
- Der höchste Sieg bei einem Turnier: 2010 Portugal – Nordkorea 7:0 in der Vorrunde.
- Portugal hat von den Mannschaften, die maximal achtmal teilnahmen, die meisten Tore geschossen (61) und die beste Tordifferenz (+20).
- Häufigste Teilnahme an der Qualifikation: Portugal, Irland (1934 und 1938 als Irischer Freistaat, ab 1950 als Republik Irland) und Luxemburg je 21× (bei allen Qualifikationen)

### Spieler
- Ricardo ist der erste Torwart, der in einem Elfmeterschießen drei Elfmeter gehalten hat (Viertelfinale der WM 2006 – England – Portugal 1:3 n. E.)
- WM-Torschützenkönig: Eusébio 1966 mit 9 Toren
- Cristiano Ronaldo ist der bisher einzige Spieler, der bei fünf WM-Turnieren jeweils mindestens 1 Tor erzielen konnte: 2006 (1), 2010 (1), 2014 (1), 2018 (4) und 2022 (1)
- Am 5. Juni 2002 erzielte Beto mit dem 1:3 bei der 2:3-Niederlage im Vorrundenspiel gegen die USA das 1800. WM-Tor.

### Negativrekorde
- Die meisten Platzverweise gab es im Achtelfinale zwischen Portugal und den Niederlanden bei der WM 2006 (4 Gelb-Rote Karten, 2 pro Team)
- Die zweitmeisten gelben Karten gab es im Spiel Portugal – Niederlande bei der WM 2006 (12 gelbe und 4 gelb-rote) sowie dem Spiel Deutschland – Kamerun bei der WM 2002 (14 gelbe und 2 gelb-rote).
- Der portugiesische Trainer Paulo Bento, der 2002 als Spieler für Portugal an der WM teilnahm und 2014 Portugal trainierte, erhielt als Trainer von Südkorea 2022 als erster Trainer die Rote Karte.